# جیغ و داد
«جیغ و داد» (به انگلیسی:Scream & Shout) نام آهنگی از خواننده و آهنگ‌ساز آمریکایی ویل.آی.ام به همراه بریتنی اسپیرز است که به عنوان یک تک‌آهنگ از آلبوم قدرت ویل در تاریخ ۲۰ نوامبر ۲۰۱۲ به فرمت دیجیتال دانلود به بازار عرضه شد. در متن این ترانه بریتنی اسپیرز از اصطلاح «بریتنی هرزه» (Britney Bitch) استفاده کرد که بار اول در ترانه «باز هم می‌خوام» استفاده کرد. این ترانه در ۲۵ کشور مقام اول بهترین ترانه را به دست آورد همچنین در جدول ۱۰۰ ترانه بیلبورد آمریکا رتبه سوم را به دست آورد. موزیک ویدئو این ترانه در ۲۷ نوامبر ۲۰۱۲ منتشر شد که در این ویدئو از هدفون بیت ساخته داکتر دری استفاده شد. ریمیکس رسمی این ترانه با حضور دیدی، هیت بوی، لیل وین و واکا فلوکا فلیم در ۲۵ ژانویه ۲۰۱۳ در یوتیوب پخش شد.